# 石玉峰
石玉峰（1928年8月1日—1953年3月3日），台大工學院支部黨員，台灣台南州台南市人，台灣大學畢業，就讀台大期間受化學系學長楊斌彥介紹加入中國共產黨，1950年蔡孝乾變節後，中共在臺組織瓦解，石玉峰逃亡不久遭到逮捕，1953年3月3日遭槍決於台北川端橋中刑場 。

## 生平
石玉峰，台灣台南州台南市人，1928年生，台南二中畢業（今台南一中），與顏世鴻、施至誠皆同高校同學，1946年高校畢業後又與顏世鴻一起考上台北帝大預科，石玉峰考上機械系。
1946年，戰後百廢待舉，中共派遣地下黨員赴台發展組織，1947年發生二二八事件後，中共在台地下組織迅速擴張，由徐懋德來台發展的學生工作委員會成功在台灣大學及台灣師範學院（今臺灣師範大學）建立組織，由李水井領導。
1947年台大學生王子英在二二八時參與了包圍警局並加入共產黨，同時與工學院同學王超倫、楊斌彥、塗南山、簡文宣及農學院的陳挺旭共同成立省工委學生工作委員會台大工學院支部，由王超倫擔任書記，受學工委書記師院學生楊廷椅領導，石玉峰由化學系學長楊斌彥介紹加入中國共產黨台大工學院支部，石玉峰先後引薦吳東烈、施至誠等好友加入組織，並擔任小組長。
1950年省工委書記蔡孝乾變節供出大批人員名單，學生工作委員會書記徐懋德逃回大陸，學工委交由李水井領導，1950年5月10日李水井與吳思漢被捕，保密局循線逮補25人，並由此25人擴及省工委學工委及各省工委支部，台共組織面臨第一次瓦解，李水井在軍法部審訊期間主張全盤托出，張志忠則主張堅守秘密，陳英泰先生回憶指出當時保密局以輕判作為誘餌獲取線索，張志忠認為若全盤托出必遭判死刑。
1949年四六事件及光明報事件後，全台大搜捕，一時風聲鶴唳，組織活動陸續停擺。顏世鴻醫師與石玉峰是高校同學，同時也一同考上台大，根據顏世鴻的回憶錄提及石玉峰：「自一九四一年春天入台南一中以來的朋友，我已經感覺到他可能會出事。」石玉峰1950年6月15日變賣手邊物品與吳東烈逃往高雄躲藏，曾賣冰度日，後來躲避在山區，吳東烈為了協助石玉峰躲避警方盤查，找了高校同學陳榮添幫忙，把陳榮添身分證相片置換成石玉峰的相片
，陳榮添再重新申辦新的身分證。
雖無法確信石玉峰究竟是否由王超倫或其他人所供出，但李水井當時主張和盤托出，石玉峰的身分應該已遭到情治機關鎖定，而石玉峰與吳東烈、施至誠、陳榮添同為高校同學，也同樣遭到情治單位監視，當陳榮添前往補辦身分證時，立刻遭到逮捕，1951年1月警方循線將吳東烈、石玉峰逮捕，施至誠則行蹤成謎。
1952年12月22日，吳東烈、石玉峰、陳榮添三人遭判處死刑，1953年3月3日槍決於台北川端橋中刑場 。

## 紀念
2013年10月，北京西山國家森林公園的無名英雄廣場上立有無名英雄紀念碑，為紀念1950年代在台灣被處決的「隱避戰線烈士」而設立，石玉峰銘刻於紀念碑上。

## 平反
2018年10月5日，促進轉型正義委員會促轉三字第1075300110B號函文，正式撤銷受難者林慶雲君等1270人之刑事有罪判決暨其刑，其中(41)安潔字第 3368 號，有關石玉峰 意圖以非法之方法顛覆政府而著手實行之有罪判決暨其刑及沒收之宣告正式撤銷。